# Вулиця Праведників
Ву́лиця Пра́ведників — вулиця в Шевченківському районі міста Києва, місцевість Сирець. Пролягає від вулиці Юрія Іллєнка до вулиці Дорогожицької.
Вулиця Праведників розташована поблизу Бабиного Яру — місця, що стало символом Голокосту у Східній Європі.

## Історія
18 січня 2024 року Київська міська рада перейменувала частину вулиці Оранжерейної (від вулиці Юрія Іллєнка до вулиці Дорогожицької) на вулицю Праведників.
Праведники народів світу — це почесне звання присуджується Державою Ізраїль тим, хто в роки Другої світової війни рятував євреїв від знищення на території Європи, окупованій нацистами. За даними меморіалу «Яд Вашем», станом на 1 січня 2022 року 2 691 громадянина України удостоєно цього звання.